# Hosaena
Hosaena (auch Hosanna, Hosa'ina oder Hossana; amharisch ሆሣዕና Hosanna!) ist eine Stadt und Woreda im Süden Äthiopiens in der Hadiya-Zone in der ehemaligen Region der südlichen Nationen, Nationalitäten und Völker von Äthiopien. Seit 2023 ist sie die Hauptstadt der Region Zentraläthiopien.
Die Stadt ist im Jahr 2016 mit ca. 141.352 Einwohnern (und stark wachsend) eine der größeren in Äthiopien und nach Awassa und Soddo die drittgrößte in der Region der südlichen Nationen, Nationalitäten und Völker.
Die ethnische Zusammensetzung von Hosanna und des Umlandes ist weitgehend homogen. Es leben hier weit überwiegend Menschen des Volkes der Hadiyya, die ihre eigene Sprache sprechen. Die Stadt ist ein Zentrum und eine Hochburg des Protestantismus in Äthiopien. Es existieren nur wenige Katholiken. Trotzdem ist Hosaena Sitz des römisch-katholischen Apostolischen Vikariats Hosanna.
Die Stadt liegt auf einer Höhe von etwa 2200 m über dem Meeresspiegel im Hochland von Abessinien. Hosaena ist trotz der Höhenlage nicht malariafrei. Die Temperaturen liegen im Mittel um 15 °C, sind trotz der Hochlage angenehm und ändern sich aufgrund der Lage in den Tropen nur wenig über das Jahr.
Die Stadt ist gut an das äthiopische Fernstraßennetz angeschlossen und liegt an dem in Äthiopien fertig ausgebauten Trans-Africa-Highway Kairo-Kapstadt. Die nächsten großen Städte sind Soddo im Süden, Awassa im Osten, und Addis Abeba im Norden.

## Persönlichkeiten
- Fantu Magiso (* 1992), Leichtathletin